# Medizinproduktekaufmann
Medizinproduktekaufmann/-frau ist ein Lehrberuf in Österreich mit einer Ausbildungsdauer von 3 Jahren. Mit der Ausbildung im Lehrberuf Medizinproduktekaufmann/-frau kann seit 1. Jänner 2016 begonnen werden.

## Aufgaben
Medizinproduktekaufleute verkaufen medizinische Geräte, Anlagen und Heilbehelfe, wie z. B. orthopädische und zahnmedizinische Geräte, technische Hilfen für behinderte Menschen, wiederverwendbare Instrumente (z. B. chirurgisches Besteck), Implantate, Anästhesie- und Beatmungsgeräte, Röntgen- und andere bildgebende Geräte oder Krankenhausinventar, vor allem an Krankenhäuser, Pflegeheime, Rehabilitationszentren, Diagnostiklabors, aber auch an Facharztpraxen, Physiotherapeuten und Wellnesseinrichtungen.
Im Verkaufsgespräch ermitteln sie den Bedarf ihrer Kunden, beraten sie über die Eigenschaften, Funktion, technische Details und Produktunterschiede und die notwendigen Voraussetzungen für die Inbetriebnahme, besonders bei technischen Geräten (z. B. Anschlüsse für Strom und Wasser, Einbaumöglichkeiten und Absicherung). In der Beratung unterliegen sie den strengen Vorschriften über die Informationspflicht gemäß Medizinproduktegesetz. Sie verhandeln mit den Kunden Liefer- und Zahlungskonditionen und wickeln den Zahlungsverkehr ab.
Weitere wichtige Aufgaben sind auch die Schulung der Kunden in der sachgemäßen Anwendung und Pflege der Produkte, der Austausch schadhafter oder verbrauchter Teile und die regelmäßige Wartung der Produkte, soweit diese Aufgaben nicht anderen reglementierten Gewerben vorbehalten sind.
Medizinproduktekaufleute bestellen Waren, übernehmen und prüfen Lieferungen und sorgen für eine fachgerechte Lagerung (Einhaltung von Hygienestandards, Lagerung steriler Produkte). Sie haben Kontakt zu Fachkräften aus dem medizinischen Bereich und zu Lieferanten. Sie arbeiten im Medizinproduktefachhandel und -großhandel und sind regelmäßig bei ihren Kunden vor Ort.

## Ausbildung
Die Ausbildung dauert drei Jahre. Sie erfolgt überwiegend im Ausbildungsbetrieb und begleitend dazu in der Berufsschule, die den theoretischen Hintergrund zur Ausübung des Berufs vermittelt.

## Anforderungen
- Warenbeschaffung und Bestellungen
- Kontrolle der Wareneingänge, Reklamationen bei Lieferproblemen
- Einlagerung und Pflege der Waren
- Warensortiment im Verkaufsraum verkaufsgerecht präsentieren
- über die Wareneigenschaften, Verwendungsmöglichkeiten, Warenpflege und Qualität von Medizinprodukten informieren und beraten und Kunden einschulen
- Serviceleistungen anbieten
- Transporte für Medizinprodukte/Gefahrengüter organisieren
- Führen von Verkaufsgesprächen
- Entgegennahme von Bestellungen und Kundenaufträgen, Zahlungsverkehr
- Bearbeitung von Reklamationen/Beschwerden